# Роке на летних Олимпийских играх 1904
Соревнования по рокки на летних Олимпийских играх 1904 прошли единственный раз в истории Игр. Участвовали только четыре американца, которые разыграли один комплект медалей.

## Медали

### Общий медальный зачёт
(Жирным выделено самое большое количество медалей в своей категории; принимающая страна также выделена)
| Общее количество медалей |        |        |         |        |       |
| Место                    | Страна | Золото | Серебро | Бронза | Всего |
| 1                        | США    | 1      | 1       | 1      | 3     |

### Медалисты
| Дисциплина   | Золото             | Серебро          | Бронза           |
| Соревнование | Чарльз Джекобс США | Смит Стритер США | Чарльз Браун США |

## Соревнование

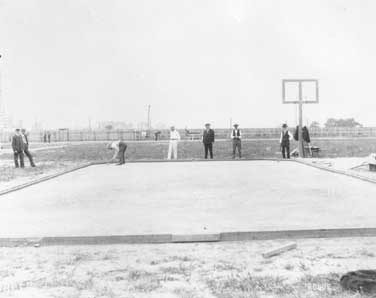
Соревнования по рокки на Играх

| Место | Спортсмен            | Побед      | Поражений  |
| ----- | -------------------- | ---------- | ---------- |
| 1     | Чарльз Джекобс (USA) | 5          | 1          |
| 2     | Смит Стритер (USA)   | 4          | 2          |
| 3     | Чарльз Браун (USA)   | 3          | 3          |
| 4     | Уильям Челфент (USA) | Неизвестно | Неизвестно |